# Cassidey
Cassidey (Denver, Colorado; 24 de diciembre de 1980) es una actriz pornográfica estadounidense. Se la considera una chica Vivid, ya que está vinculada a dicha empresa, donde se la conoce como Cassidey, aunque también como Annie Bunz, Paizley Adams o Bobbie Adore. Apareció en un video musical de Enrique Iglesias, Sad Eyes.
Se casó con Rocky Bernstein el 8 de agosto de 2004, aunque se divorciaron en 2005. Firmó de nuevo con Vivid Video en 2006, donde concertaron la realización de doce nuevas películas, incluyendo escenas de sexo interracial como en Cassidey's Been Black Maled.

## Premios
- 2001 Premios AVN nominada – Mejor actriz revelación[2]
- 2002 Premios AVN nominada – Mejor Escena de Sexo Anala (Película) – Marissa[3]
- 2002 Premios AVN nominada – Mejor Escena de Sexo Grupal - Believe it or Not[3]
- 2004 Premios AVN nominada – Mejor Actriz - (Película) Sordid[4]
- 2004 Premios AVN nominada – Mejor Escena de Sexo Oral (Película) Sordid[4]
- 2004 Premios AVN nominada – Mejor Escena de Sexo en Pareja (Película) Sordid[4]
- 2004 Premios AVN nominada – Mejor Escena de Sexo Grupal (Película) Sordid[4]
- 2006 Premios XRCO nominada por Mejor Cumback[5]